# Neckartenzlingen
Neckartenzlingen è un comune tedesco di 6 311 abitanti, situato nel land del Baden-Württemberg.

## Amministrazione

### Gemellaggi
- Komló